# Sowietskoje (rejon magaramkiencki)
Sowietskoje (ros. Советское) – wieś w Rosji, w Dagestanie, w rejonie magaramkienckim. W 2010 liczyła 4217 mieszkańców, głównie Lezginów.